# Saint-Seine-l'Abbaye
Saint-Seine-l'Abbaye é uma comuna francesa na região administrativa da Borgonha-Franco-Condado, no departamento de Côte-d'Or. Estende-se por uma área de 3,84 km². Em 2010 a comuna tinha 377 habitantes (densidade: 98,2 hab./km²).